# Dichiarazione cristologica comune tra la Chiesa Cattolica e la Chiesa assira dell'Oriente
La Dichiarazione cristologica comune tra la Chiesa cattolica e la Chiesa assira d'Oriente (in inglese: Common Christological Declaration Between the Catholic Church and the Assyrian Church of the East) fu firmata l'11 novembre 1994 nella Basilica di San Pietro in Vaticano da papa Giovanni Paolo II e dal patriarca Mar Dinkha IV. In questo documento la Chiesa assira e quella cattolica confessarono la stessa dottrina cristologica (la divinità e l'umanità di Cristo):
(Dichiarazione cristologica comune tra la Chiesa Cattolica e la Chiesa assira dell'Oriente)
Il documento proseguì in merito alla questione dei titoli mariani, in particolare quello di Theotókos che fu conteso durante il concilio di Efeso (431) con i seguaci di Nestorio:
(Dichiarazione cristologica comune tra la Chiesa Cattolica e la Chiesa assira dell'Oriente)
Entrambi quindi riconobbero come valide le reciproche formulazioni:
(Dichiarazione cristologica comune tra la Chiesa Cattolica e la Chiesa assira dell'Oriente)
A valle della dichiarazione fu istituito un comitato misto per promuovere il dialogo teologico tra le due chiese (divenute sorelle). Nel 2001 questo comitato ha elaborato delle linee guida per la mutua ammissione all'Eucaristia tra la Chiesa cattolica caldea e la Chiesa assira d'Oriente, superando il problema della mancanza di parole di consacrazione nell'Anafora di Addai e Mari.

## Significato
Entrambe le Chiese considerano l'incontro in cui fu firmata questa dichiarazione come "un passo fondamentale sulla strada verso una piena comunione restaurata" tra loro.